# テイケイ気化器
テイケイ気化器株式会社（テイケイきかき、英: TK Carburettor Co.,Ltd. ）は、大手自動車部品メーカー。

## 概要
トヨタ自動車傘下の愛三工業系列で、特に2輪車に関してはヤマハ発動機、スズキ、川崎重工業、ハーレーダビッドソン他、国内外のメーカーにも部品を供給している。製品としてキャブレター、スロットルボディー、PCVバルブ、燃料ポンプなどがある。

## 沿革
- 1953年（昭和28年）5月 - 「TK技研株式会社」を創立[3]。
- 1956年（昭和31年）6月 - 「TK気化器株式会社」に商号変更[3]。
- 1965年（昭和40年）6月 - 現商号に商号変更[3]。
- 2001年（平成13年）11月 - ISO9001認証を取得[3]。
- 2003年（平成15年）10月 - ISO14001認証を取得[3]。

## 生産拠点
- 本社・本社工場 - 愛知県豊田市寿町
- 稲武工場 - 愛知県豊田市黒田町